# 불멸의 국가대표
불멸의 국가대표는 채널A의 텔레비전 프로그램이다. 2013년 6월 22일부터 2013년 8월 3일까진 후속 방송 프로그램이었던 '불멸의 국가대표 시즌2'가 방영했었다.

## 같이 보기
- 뭉쳐야 찬다 (JTBC)